# Naš dom
Naš dom (Наш дом) è un film del 1965 diretto da Vasilij Markelovič Pronin.